# Ford Beebe
Pour les articles homonymes, voir Beebe (homonymie).
Ford Beebe (né le 26 novembre 1888 à Grand Rapids, dans le Michigan et mort le 26 novembre 1978  à Lake Elsinore, en Californie) est un scénariste, réalisateur et producteur de cinéma américain.

## Filmographie partielle

### Comme scénariste
- 1920 : A Gamblin' Fool (en) de Leo D. Maloney
- 1920 : The Grinning Granger (en) de Leo D. Maloney
- 1920 : One Law for All (en) de Leo D. Maloney
- 1920 : 'In Wrong' Wright (en) d'Albert Russell
- 1920 : Double Danger d'Albert Russell
- 1920 : The Two-Fisted Lover (en) d'Edward Laemmle
- 1920 : Tipped Off (en)  d'Albert Russell
- 1920 : The Trail of the Hound (en) d'Albert Russell
- 1921 : Sweet Revenge (en) d'Edward Laemmle
- 1921 : No Man's Woman de  Wayne Mack et Leo D. Maloney
- 1921 : The White Horseman (en) d'Albert Russell
- 1921 : Winners of the West (en) d'Edward Laemmle
- 1922 : Nine Points of the Law (en)
- 1922 : Too Much Business de Jess Robbins
- 1923 : Smoked Out de lui-même avec Leo D. Maloney
- 1923 : Lost, Strayed or Stolen de lui-même avec Leo D. Maloney
- 1924 : Headin' Through de Leo D. Maloney et Bob Williamson
- 1924 : Huntin' Trouble de Leo D. Maloney et  Bob Williamson
- 1924 : Payable on Demand de Leo D. Maloney
- 1924 : The Law Forbids de Jess Robbins
- 1924 : Battling Bunyan de Paul Hurst
- 1924 : Riding Double de Leo D. Maloney
- 1924 : The Perfect Alibi de Leo D. Maloney
- 1924 : Not Built for Runnin' de Leo D. Maloney
- 1924 : The Loser's End de Leo D. Maloney
- 1925 : The Trouble Buster de Leo D. Maloney
- 1925 : The Shield of Silence de Leo D. Maloney
- 1925 : Across the Deadline
- 1925 : Flash o' Lightning
- 1925 : The Blood Bond (en)
- 1925 : Luck and Sand
- 1926 : The Blind Trail (en)
- 1926 : Without Orders (en)
- 1926 : The High Hand
- 1926 : The Outlaw Express (en)
- 1927 : The Long Loop on the Pecos (en)
- 1927 : The Man from Hard Pan (en)
- 1927 : Don Desperado (en)
- 1927 : Two-Gun of the Tumbleweed (en)
- 1927 : Border Blackbirds (en)
- 1927 : The Devil's Twin
- 1928 : The Boss of Rustler's Roost (en)
- 1928 : The Apache Raider (en)
- 1928 : The Wagon Show (en)
- 1928 : The Bronc Stomper
- 1928 : The Code of the Scarlet (en)
- 1928 : The Black Ace (en)
- 1928 : Yellow Contraband (en)
- 1929 : The Forty-Five Caliber War
- 1929 : Brothers de Scott Pembroke
- 1929 : Come Across (en)
- 1929 : Overland Bound (en)
- 1930 : The Phantom of the West de D. Ross Lederman
- 1931 : Le Roi de la jungle (King of the Wild) de B. Reeves Eason et Richard Thorpe
- 1931 : The Galloping Ghost
- 1931 : The Lightning Warrior (en) de Benjamin H. Kline et Armand Schaefer
- 1932 : L'Aigle de la mort (The Shadow of the Eagle)
- 1932 : Le Dernier des Mohicans (The Last of the Mohicans)
- 1932 : Pride of the Legion (en)
- 1934 : Prescott Kid (en)
- 1935 : Law Beyond the Range (en)
- 1935 : The Revenge Rider (en)
- 1935 : Fighting Shadows (en)
- 1935 : Justice of the Range (en) de David Selman (en)
- 1935 : The Outlaw Deputy (en)
- 1935 : Riding Wild (en)
- 1935 : Man from Guntown (en)
- 1935 : Le Chant du Far West (Tumbling Tumbleweeds) de Joseph Kane
- 1936 : Code of the Range (en)
- 1937 : Westbound Limited
- 1938 : Trouble at Midnight (en)
- 1939 : Oklahoma Frontier (en)
- 1946 : My Dog Shep (en)
- 1948 : Courtin' Trouble (en)
- 1949 : The Dalton Gang (en)
- 1949 : Red Desert (en)
- 1949 : Bomba on Panther Island (en)
- 1950 : The Girl from San Lorenzo (en)
- 1950 : The Lost Volcano (en)
- 1951 : The Lion Hunters (en)
- 1951 : Elephant Stampede (en)
- 1952 : African Treasure (en)
- 1952 : Bomba and the Jungle Girl (en)
- 1953 : Safari Drums (en)
- 1954 : The Golden Idol (en)
- 1954 : Killer Leopard (en)
- 1955 : Lord of the Jungle (en)
- 1959 : Le Roi des Chevaux sauvages (en) (King of the Wild Stallions) de R. G. Springsteen
- 1977 : Buck Rogers

### Comme réalisateur
- 1922 : The Test
- 1922 : His Own Law
- 1922 : Come and Get Me
- 1922 : Deputized
- 1922 : Laramie and Me
- 1922 : Rough Going
- 1922 : The Bar Cross War
- 1922 : Out o' My Way
- 1922 : The Drifter
- 1922 : His Enemy's Friend
- 1922 : Man Tracker
- 1922 : One Jump Ahead
- 1922 : Here's Your Man
- 1923 : Under Suspicion
- 1923 : Border Law
- 1923 : Smoked Out
- 1923 : Lost, Strayed or Stolen
- 1923 : Double Cinched
- 1923 : Partners Three
- 1923 : The Extra Seven
- 1923 : When Fighting's Necessary
- 1923 : 100% Nerve
- 1923 : Wings of the Storm
- 1923 : The Unsuspecting Stranger
- 1923 : Hyde and Zeke
- 1923 : Tom, Dick and Harry
- 1923 : Steel Shod Evidence
- 1923 : Yellow Gold and Men
- 1923 : In Wrong Right
- 1923 : Warned in Advance
- 1931 : The Vanishing Legion
- 1932 : L'Aigle de la mort (The Shadow of the Eagle)
- 1932 : Le Dernier des Mohicans  (The Last of the Mohicans)
- 1932 : Pride of the Legion
- 1933 : Laughing at Life (en)
- 1935 : Law Beyond the Range (en)
- 1935 : The Adventures of Rex and Rinty (en)
- 1935 : Man from Guntown (en)
- 1936 : Ace Drummond
- 1936 : Stampede
- 1937 : Squadron of Doom (TV)
- 1937 : Jungle Jim
- 1937 : Secret Agent X-9 (en)
- 1937 : Wild West Days (en)
- 1937 : Westbound Limited
- 1937 : Radio Patrol
- 1937 : Tim Tyler's Luck (en)
- 1938 : Red Barry
- 1937 : Trouble at Midnight (en)
- 1938 : Mars Attacks the World (en)
- 1939 : The Phantom Creeps (en)
- 1939 : Buck Rogers
- 1939 : The Oregon Trail (en)
- 1939 : Oklahoma Frontier (en)
- 1940 : The Green Hornet (en)
- 1940 : Flash Gordon à la conquête de l'univers (Flash Gordon Conquers the Universe)
- 1940 : Winners of the West (en)
- 1940 : Son of Roaring Dan (en)
- 1940 : Junior G-Men (en)
- 1940 : Fantasia
- 1941 : The Green Hornet Strikes Again! (en)
- 1941 : Sky Raiders (en)
- 1941 : Les justiciers du désert (en) (Riders of Death Valley) avec Ray Taylor
- 1941 : Sea Raiders (en)
- 1941 : The Masked Rider (en)
- 1942 : Don Winslow of the Navy
- 1942 : Overland Mail (en)
- 1942 : Night Monster
- 1943 : Frontier Badmen (en)
- 1944 : La Vengeance de l'homme invisible (The Invisible Man's Revenge)
- 1944 : Enter Arsene Lupin
- 1945 : Easy to Look at (en)
- 1946 : My Dog Shep (en)
- 1947 : Six-Gun Serenade (en)
- 1948 : Courtin' Trouble (en)
- 1948 : Shep Comes Home (en)
- 1949 : Bomba, enfant de la jungle (Bomba, the Jungle Boy)
- 1949 : Satan's Cradle (en)
- 1949 : Western Feud!
- 1949 : The Dalton Gang (en)
- 1949 : Red Desert (en)
- 1949 : Bomba on Panther Island (en)
- 1950 : The Lost Volcano (en)
- 1950 : Bomba and the Hidden City (en)
- 1951 : The Lion Hunters (en)
- 1951 : Elephant Stampede (en)
- 1952 : African Treasure (en)
- 1952 : Wagons West (en)
- 1952 : Bomba and the Jungle Girl (en)
- 1953 : Safari Drums (en)
- 1954 : The Golden Idol (en)
- 1954 : Killer Leopard (en)
- 1955 : Lord of the Jungle (en)
- 1955 : The Adventures of Champion (en) (série TV)
- 1956 : The Indian Raiders
- 1966 : Purple Death from Outer Space (en) (TV)
- 1966 : Destination Saturn (TV)
- 1966 : Deadly Ray from Mars (en) (TV)
- 1969 : Joniko and the Kush Ta Ta

### Comme producteur
- 1923 : In Wrong Right
- 1942 : Gang Busters
- 1942 : Night Monster
- 1943 : Adventures of Smilin' Jack
- 1943 : Frontier Badmen (en)
- 1943 : Son of Dracula
- 1944 : La Vengeance de l'homme invisible (The Invisible Man's Revenge)
- 1944 : Enter Arsene Lupin
- 1953 : Safari Drums (en)
- 1954 : The Golden Idol (en)
- 1954 : Killer Leopard (en)
- 1955 : Lord of the Jungle (en)